# 西田裕美
西田 裕美（にしだ ひろみ、5月13日 - ）は、日本の声優である。滋賀県出身。青二プロダクション所属。

## 略歴
実家は滋賀県大津市。
子供の時から、テレビから聞こえる声が気になって、アニメだけではなく、映画を見ても「あれこの声、さっき聞いたのにまたここでも聞こえる。きっと、この人とあの人は同じ人なんだ」という感じで、職業としての声優があることを知ったという。最初に印象に残った声優は、日髙のり子。
高校卒業後、青二塾大阪校を13期生で卒業して青二プロダクションに所属する。その間、ファミリーレストランとスーパーマーケットを掛け持ちして、アルバイトに精を出していたという。同塾の大阪校のビデオオーディションの自由演技では、チャップリンの人物紹介のようなことをしていた。同塾の大阪校のビデオオーディションの最終的な結果が出る前は自信はあまりなく、「五分五分くらいかな」と思っており、発表があるまで落ちた時のことも考えていた。そのオーディションに合格後は滋賀から上京したが、オークションに合格して実感がわいてきたのは発表から2時間後くらいたってからだった。その後、家に帰り両親に報告するまでは飛び上がるくらいまで嬉しかったが、いきなり不安になってしまい、「どうしよう、どうしよう」と家で1人で悩んでいた。その時は「ほんとうに東京で一人でやっていけるんだろうか」と3日ぐらいのものも食べれないほどだった。両親にも「行けないかもしれない」と弱音を吐いていたが、父が「何言ってんだ、お前が決めた道だからやるしかないだろ」、「自分で決めたんだから二年間ぐらいは頑張っておいで、だめだったら帰ってくればいい」と言っており、母からも「どうせすぐに帰ってくるんでしょ?」くらいに言われて、すごく気が楽になった。両親にそう言われてやっと「じゃ、行ってくる」と西田の中で覚悟を決められたと語る。上京するためには両親の面接も必要だったこともあり、そういう意味では両親が反対しなかったのはありがたかった。両親があんなふうに言っていなかったら、「いまここでこうしてはいなかったんじゃないでしょうか」と語る。
夫はフリーアナウンサーの垣花正。結婚は垣花がニッポン放送アナウンサー時代の2007年10月1日に、『垣花正のあなたとハッピー!』（第1回放送）の番組冒頭で公表している。

## 人物
方言は関西弁。
趣味はインテリア、競馬。特技はスポーツ全般、パン作り。

## 出演

### ゲーム
- とぅいんくる（ナジャ）
- FAVORITE DEAR（リリィ）
- FAVORITE DEAR 純白の預言者（リリィ）
- ぽけかの（愛田由美）
- みさきアグレッシヴ!（漣紅子、神宮寺舞子）
- みんなのGOLF 4（シルビア）

### ラジオ
- HOT'n HOT お気に入りに追加!（ナレーターのお姉さん）
- 笑福亭鶴光 デジラジキングダム（アシスタントのひろみ）
- 高嶋ひでたけの特ダネラジオ 夕焼けホットライン（中継コーナーレポーター）

### CD
- ドラマCD 9S（横田和恵）
- GLAY「GIANT STRONG FAUST SUPER STAR」（CAPSOLE　KEI）
- 街 第Qの男 〜QはquestionのQ〜（B子、ギャルソン、花屋）
- ONE〜輝く季節へ〜 （兄、教員1）
  - 里村茜ストーリー 『たいせつなばしょ』

### 吹き替え

#### 人形劇
- きかんしゃトーマス（ベン〈2代目〉、子供、スティーブン〈2代目〉、ブリジット〈2代目〉、ティー・レディー〈2代目〉 他） ※フジテレビ版

### その他コンテンツ
- GLAYDOME TOUR pure soul 1999 LIVE IN BIG EGG（ケイ）